# Liga Futbolu Amerykańskiego 1 2019
La Liga Futbolu Amerikańskiego 1 2019 è la 2ª edizione del campionato di football americano di primo livello, organizzato dalla Liga Futbolu Amerikańskiego in seguito alla scissione federale avvenuta alla fine del 2017.

## Squadre partecipanti
| Club                 | Città        | Stadio | Sponsor ufficiale | Risultato nella stagione 2018 |
| -------------------- | ------------ | ------ | ----------------- | ----------------------------- |
| Armia Poznań         | Poznań       |        |                   |                               |
| Kraków Kings         | Cracovia     |        |                   |                               |
| Lowlanders Białystok | Białystok    |        |                   |                               |
| Olsztyn Lakers       | Olsztyn      |        |                   |                               |
| Panthers Wrocław     | Breslavia    |        |                   |                               |
| Rhinos Wyszków       | Wyszków      |        |                   |                               |
| Seahawks Gdynia      | Gdynia       |        |                   |                               |
| Towers Opole         | Opole        |        |                   |                               |
| Tychy Falcons        | Tychy        |        |                   |                               |
| Warsaw Mets          | Varsavia     |        |                   |                               |
| Wataha Zielona Góra  | Zielona Góra |        |                   |                               |
| Wilki Łódzkie        | Łódź         |        |                   |                               |

## Stagione regolare

### Calendario

#### 1ª giornata
| Breslavia 23 marzo 2019, ore 13:30 | Panthers Wrocław | 45 – 6 (17-6 7-0 14-0 7-0) referto | Lowlanders Białystok | Stadion Olimpijski\| Arbitro: \| Leoniak \| |
| Arbitro:                           | Leoniak          |                                    |                      |                                             |

| Wyszków 23 marzo 2019 | Rhinos Wyszków | 35 – 38 (7-14 6-10 7-7 15-7) referto | Olsztyn Lakers | Boczne boisko Stadionu Miejskiego\| Arbitro: \| Pruszkowski \| |
| Arbitro:              | Pruszkowski    |                                      |                |                                                                |

| Tychy 23 marzo 2019, ore 15:30 | Tychy Falcons | 31 – 13 (7-0 14-0 0-7 10-6) referto | Warsaw Mets | Stadion Miejski\| Arbitro: \| Walentynowicz \| |
| Arbitro:                       | Walentynowicz |                                     |             |                                                |

| Łódź 23 marzo 2019, ore 17:00 | Wilki Łódzkie | 7 – 62 (0-21 0-20 0-7 7-14) referto | Seahawks Gdynia | Kompleks boisk przy ulicy Minerskiej\| Arbitro: \| Żołądek \| |
| Arbitro:                      | Żołądek       |                                     |                 |                                                               |

| Zielona Góra 24 marzo 2019, ore 12:00 | Wataha Zielona Góra | 6 – 13 (0-0 0-0 6-6 0-7) referto | Armia Poznań | Stadion do futbolu amerykańskiego\| Arbitro: \| Żak \| |
| Arbitro:                              | Żak                 |                                  |              |                                                        |

#### 2ª giornata
| Opole 30 marzo 2019, ore 13:00 | Towers Opole  | 7 – 54 referto | Panthers Wrocław | Miejski Stadion Lekkoatletyczny imienia Opolskich Olimpijczyków\| Arbitro: \| Walentynowicz \| |
| Arbitro:                       | Walentynowicz |                |                  |                                                                                                |

| Gdynia 31 marzo 2019, ore 12:00 | Seahawks Gdynia | 32 – 27 (12-7 14-0 0-13 6-7) referto | Tychy Falcons | Narodowy Stadion Rugby |

| Zielona Góra 31 marzo 2019, ore 12:00 | Wataha Zielona Góra | 30 – 14 (0-7 14-0 8-7 8-0) referto | Olsztyn Lakers | Stadion do futbolu amerykańskiego\| Arbitro: \| Przybyła \| |
| Arbitro:                              | Przybyła            |                                    |                |                                                             |

| Cracovia 31 marzo 2019 | Kraków Kings  | 32 – 14 (0-0 0-14 17-0 15-0) referto | Armia Poznań | WKS Wawel\| Arbitro: \| Walentynowicz \| |
| Arbitro:               | Walentynowicz |                                      |              |                                          |

| Wyszków 31 marzo 2019 | Rhinos Wyszków | 0 – 41 (0-14 0-14 0-0 0-13) referto | Lowlanders Białystok | Boczne boisko Stadionu Miejskiego\| Arbitro: \| Pruszkowski \| |
| Arbitro:              | Pruszkowski    |                                     |                      |                                                                |

#### 3ª giornata
| Białystok 6 aprile 2019, ore 12:00 | Lowlanders Białystok | 13 – 39 (0-13 6-13 0-13 7-0) referto | Tychy Falcons | Stadion Miejski\| Arbitro: \| Jurzyk \| |
| Arbitro:                           | Jurzyk               |                                      |               |                                         |

| Breslavia 6 aprile 2019 | Panthers Wrocław | 48 – 14 (17-7 14-7 7-0 10-0) referto | Kraków Kings | Stadion Olimpijski\| Arbitro: \| Walentynowicz \| |
| Arbitro:                | Walentynowicz    |                                      |              |                                                   |

| Olsztyn 7 aprile 2019 | Olsztyn Lakers | 0 – 19 (0-0 0-7 0-6 0-6) referto | Towers Opole | Boisko Dajtki\| Arbitro: \| Jurzyk \| |
| Arbitro:              | Jurzyk         |                                  |              |                                       |

| 7 aprile 2019 | Warsaw Mets | 42 – 0 (7-0 22-0 0-0 13-0) referto | Wilki Łódzkie | \| Arbitro: \| Pruszkowski \| |
| Arbitro:      | Pruszkowski |                                    |               |                               |

| Poznań 7 aprile 2019 | Armia Poznań | 21 – 10 (0-0 14-7 0-0 7-3) referto | Rhinos Wyszków | Stadion Golęcin\| Arbitro: \| Radziński \| |
| Arbitro:             | Radziński    |                                    |                |                                            |

#### 4ª giornata
| Opole 13 aprile 2019, ore 13:00 | Towers Opole | 19 – 34 (0-14 6-20 7-0 6-0) referto | Kraków Kings | Miejski Stadion Lekkoatletyczny imienia Opolskich Olimpijczyków\| Arbitro: \| Radziński \| |
| Arbitro:                        | Radziński    |                                     |              |                                                                                            |

| Poznań 13 aprile 2019 | Armia Poznań | 41 – 12 (7-0 14-0 20-12 0-0) referto | Wilki Łódzkie | Stadion Golęcin\| Arbitro: \| Żołądek \| |
| Arbitro:              | Żołądek      |                                      |               |                                          |

| Gdynia 14 aprile 2019, ore 12:00 | Seahawks Gdynia | 25 – 7 (0-0 13-7 0-0 12-0) referto | Warsaw Mets | Narodowy Stadion Rugby\| Arbitro: \| Jurzyk \| |
| Arbitro:                         | Jurzyk          |                                    |             |                                                |

| Tychy 14 aprile 2019, ore 13:00 | Tychy Falcons | 41 – 6 (7-0 14-0 14-0 6-6) referto | Wataha Zielona Góra | Stadion Miejski\| Arbitro: \| Rączkowski \| |
| Arbitro:                        | Rączkowski    |                                    |                     |                                             |

#### 5ª giornata
| Białystok 27 aprile 2019, ore 12:00 | Lowlanders Białystok | 22 – 8 (6-0 8-0 0-8 8-0) referto | Seahawks Gdynia | Stadion Miejski\| Arbitro: \| Leoniak \| |
| Arbitro:                            | Leoniak              |                                  |                 |                                          |

| Zielona Góra 27 aprile 2019, ore 12:00 | Wataha Zielona Góra | 30 – 7 (0-0 16-0 14-0 0-7) referto | Rhinos Wyszków | Stadion do futbolu amerykańskiego\| Arbitro: \| Pruszkowski \| |
| Arbitro:                               | Pruszkowski         |                                    |                |                                                                |

| Łódź 27 aprile 2019 | Wilki Łódzkie | 23 – 27 (0-0 14-14 0-6 9-7) referto | Olsztyn Lakers | Kompleks boisk przy ulicy Minerskiej\| Arbitro: \| Walentynowicz \| |
| Arbitro:            | Walentynowicz |                                     |                |                                                                     |

| Varsavia 28 aprile 2019 | Warsaw Mets | 25 – 17 (0-7 19-2 6-0 0-8) referto | Kraków Kings | Stadion Polonii Warszawa\| Arbitro: \| Żak \| |
| Arbitro:                | Żak         |                                    |              |                                               |

| Opole 28 aprile 2019, ore 14:00 | Towers Opole  | 32 – 12 referto | Armia Poznań | Miejski Stadion Lekkoatletyczny imienia Opolskich Olimpijczyków\| Arbitro: \| Walentynowicz \| |
| Arbitro:                        | Walentynowicz |                 |              |                                                                                                |

#### 6ª giornata
| Olsztyn 4 maggio 2019 | Olsztyn Lakers | 0 – 42 (0-0 0-28 0-7 0-7) referto | Warsaw Mets | Boisko Dajtki\| Arbitro: \| Jurzyk \| |
| Arbitro:              | Jurzyk         |                                   |             |                                       |

| Cracovia 4 maggio 2019 | Kraków Kings  | 7 – 37 (0-0 0-14 7-16 0-7) referto | Lowlanders Białystok | WKS Wawel\| Arbitro: \| Walentynowicz \| |
| Arbitro:               | Walentynowicz |                                    |                      |                                          |

| Gdynia 4 maggio 2019 | Seahawks Gdynia | 7 – 42 (0-20 0-8 7-7 0-7) referto | Panthers Wrocław | Stadio Nazionale del Rugby\| Arbitro: \| Ratajczak \| |
| Arbitro:             | Ratajczak       |                                   |                  |                                                       |

| Opole 5 maggio 2019 | Towers Opole | 39 – 6 (0-0 12-0 14-0 13-6) referto | Wilki Łódzkie | Miejski Stadion Lekkoatletyczny imienia Opolskich Olimpijczyków\| Arbitro: \| Radziński \| |
| Arbitro:            | Radziński    |                                     |               |                                                                                            |

| Tychy 5 maggio 2019, ore 15:30 | Tychy Falcons | 40 – 13 (21-0 13-0 6-0 0-13) referto | Armia Poznań | Boisko boczne "Falcons Field" - Stadion Miejski Tychy\| Arbitro: \| Walentynowicz \| |
| Arbitro:                       | Walentynowicz |                                      |              |                                                                                      |

#### 7ª giornata
| Wyszków 11 maggio 2019 | Rhinos Wyszków | 0 – 72 (0-14 0-22 0-22 0-14) referto | Seahawks Gdynia | Boczne boisko Stadionu Miejskiego w Wyszkowie |

| Olsztyn 12 maggio 2019 | Olsztyn Lakers | 7 – 48 (0-7 0-21 0-7 7-13) referto | Lowlanders Białystok | Boisko Dajtki |

| Breslavia 12 maggio 2019, ore 13:30 | Panthers Wrocław | 25 – 16 (0-0 6-8 19-0 0-8) referto | Wataha Zielona Góra | Stadion Olimpijski |

#### 8ª giornata
| Cracovia 18 maggio 2019 | Kraków Kings | 6 – 27 (0-0 0-7 0-7 6-13) referto | Tychy Falcons | WKS Wawel\| Arbitro: \| Rączkowski \| |
| Arbitro:                | Rączkowski   |                                   |               |                                       |

| Łódź 18 maggio 2019 | Wilki Łódzkie | 13 – 52 (0-14 7-22 0-8 6-8) referto | Wataha Zielona Góra | Kompleks boisk przy ulicy Minerskiej\| Arbitro: \| Walentynowicz \| |
| Arbitro:            | Walentynowicz |                                     |                     |                                                                     |

| Wyszków 19 maggio 2019 | Rhinos Wyszków | 23 – 34 (0-14 10-0 0-7 13-13) referto | Towers Opole | Boczne boisko Stadionu Miejskiego w Wyszkowie\| Arbitro: \| Ratajczak \| |
| Arbitro:               | Ratajczak      |                                       |              |                                                                          |

| Varsavia 19 maggio 2019 | Warsaw Mets | 21 – 49 (14-21 0-15 0-13 7-0) referto | Panthers Wrocław | Stadion im. gen. Kazimierza Sosnkowskiego\| Arbitro: \| Jurzyk \| |
| Arbitro:                | Jurzyk      |                                       |                  |                                                                   |

| Poznań 19 maggio 2019 | Armia Poznań | 45 – 21 (7-14 14-0 10-0 14-7) referto | Olsztyn Lakers | Stadion Golęcin\| Arbitro: \| Radziński \| |
| Arbitro:              | Radziński    |                                       |                |                                            |

#### 9ª giornata
| Zielona Góra 25 maggio 2019, ore 12:00 | Wataha Zielona Góra | 38 – 41 (0-6 16-16 22-6 0-13) referto | Towers Opole | Stadion do futbolu amerykańskiego\| Arbitro: \| Rączkowski \| |
| Arbitro:                               | Rączkowski          |                                       |              |                                                               |

| Białystok 25 maggio 2019, ore 19:00 | Lowlanders Białystok | 34 – 6 (14-6 14-0 6-0 0-0) referto | Warsaw Mets | Stadion Miejski\| Arbitro: \| Żak \| |
| Arbitro:                            | Żak                  |                                    |             |                                      |

| Łódź 25 maggio 2019 | Wilki Łódzkie | 6 – 20 (0-0 6-10 0-7 0-3) referto | Rhinos Wyszków | Kompleks boisk przy ulicy Minerskiej\| Arbitro: \| Jurzyk \| |
| Arbitro:            | Jurzyk        |                                   |                |                                                              |

| Sopot 26 maggio 2019 | Seahawks Gdynia | 47 – 20 (7-0 20-7 7-7 13-6) referto | Kraków Kings | Stadion im. Edwarda Hodury\| Arbitro: \| Ratajczak \| |
| Arbitro:             | Ratajczak       |                                     |              |                                                       |

| Ruda Śląska 26 maggio 2019 | Tychy Falcons | 12 – 40 (0-7 6-20 0-13 6-0) referto | Panthers Wrocław | Burloch Arena\| Arbitro: \| Rączkowski \| |
| Arbitro:                   | Rączkowski    |                                     |                  |                                           |

#### 10ª giornata
| Bieruń 1º giugno 2019 | Tychy Falcons | 59 – 7 (14-7 28-0 7-0 8-0) referto | Towers Opole | Stadion KS Unia\| Arbitro: \| Ratajczak \| |
| Arbitro:              | Ratajczak     |                                    |              |                                            |

| Cracovia 1º giugno 2019 | Kraków Kings | 36 – 0 (13-0 16-0 0-0 7-0) referto | Wataha Zielona Góra | WKS Wawel\| Arbitro: \| Rączkowski \| |
| Arbitro:                | Rączkowski   |                                    |                     |                                       |

| Białystok 1º giugno 2019, ore 19:30 | Lowlanders Białystok | 48 – 0 (14-0 14-0 6-0 14-0) referto | Wilki Łódzkie | Stadion Miejski\| Arbitro: \| Pruszkowski \| |
| Arbitro:                            | Pruszkowski          |                                     |               |                                              |

| Olsztyn 2 giugno 2019, ore 12:00 | Olsztyn Lakers | 14 – 55 (0-14 7-20 0-14 7-7) referto | Seahawks Gdynia | Stadion OSiR\| Arbitro: \| Pruszkowski \| |
| Arbitro:                         | Pruszkowski    |                                      |                 |                                           |

| Varsavia 2 giugno 2019 | Warsaw Mets   | 27 – 6 (14-0 7-3 6-3 0-0) referto | Rhinos Wyszków | Stadion im. gen. Kazimierza Sosnkowskiego\| Arbitro: \| Walentynowicz \| |
| Arbitro:               | Walentynowicz |                                   |                |                                                                          |

| Poznań 2 giugno 2019 | Armia Poznań | 14 – 42 (7-21 0-7 0-14 7-0) referto | Panthers Wrocław | Stadion Golęcin\| Arbitro: \| Radziński \| |
| Arbitro:             | Radziński    |                                     |                  |                                            |

### Classifiche
Le classifiche della regular season sono le seguenti:
- PCT = percentuale di vittorie, G = partite giocate, V = partite vinte,  P = partite perse, PF = punti fatti, PS = punti subiti

#### Gruppo Nord
| Pos. | Squadra              | PCT  | G | V | P | PF  | PS  |
| ---- | -------------------- | ---- | - | - | - | --- | --- |
| 1    | Lowlanders Białystok | .750 | 8 | 6 | 2 | 249 | 112 |
| 2    | Seahawks Gdynia      | .750 | 8 | 6 | 2 | 308 | 139 |
| 3    | Warsaw Mets          | .500 | 8 | 4 | 4 | 183 | 162 |
| 4    | Olsztyn Lakers       | .250 | 8 | 2 | 6 | 121 | 297 |
| 5    | Rhinos Wyszków       | .125 | 8 | 1 | 7 | 101 | 269 |
| 6    | Wilki Łódzkie        | .000 | 8 | 0 | 8 | 67  | 331 |

#### Gruppo Sud
| Pos. | Squadra             | PCT   | G | V | P | PF  | PS  |
| ---- | ------------------- | ----- | - | - | - | --- | --- |
| 1    | Panthers Wrocław    | 1.000 | 8 | 8 | 0 | 345 | 97  |
| 2    | Tychy Falcons       | .750  | 8 | 6 | 2 | 276 | 130 |
| 3    | Towers Opole        | .625  | 8 | 5 | 3 | 198 | 226 |
| 4    | Armia Poznań        | .500  | 8 | 4 | 4 | 173 | 195 |
| 5    | Kraków Kings        | .375  | 8 | 3 | 5 | 166 | 217 |
| 6    | Wataha Zielona Góra | .375  | 8 | 3 | 5 | 178 | 190 |

## Playoff

### Tabellone
|  | Wild Card | Wild Card       | Wild Card        |                  |                      | Semifinali           | Semifinali           | Semifinali |  |  | XIV LFA Polish Bowl | XIV LFA Polish Bowl | XIV LFA Polish Bowl |  |
|  |           |                 |                  |                  |                      |                      |                      |            |  |  |                     |                     |                     |  |
|  |           |                 |                  |                  |                      | 1N                   | Lowlanders Białystok | 49         |  |  |                     |                     |                     |  |
|  |           |                 |                  |                  |                      | 1N                   | Lowlanders Białystok | 49         |  |  |                     |                     |                     |  |
|  |           |                 |                  | Tychy Falcons    | 19                   |                      |                      |            |  |  |                     |                     |                     |  |
|  | 2S        | Tychy Falcons   | 34               | Tychy Falcons    | 19                   |                      |                      |            |  |  |                     |                     |                     |  |
|  | 2S        | Tychy Falcons   | 34               |                  |                      |                      |                      |            |  |  |                     |                     |                     |  |
|  | 3N        | Warsaw Mets     | 27               |                  |                      |                      |                      |            |  |  |                     |                     |                     |  |
|  | 3N        | Warsaw Mets     | 27               |                  | Lowlanders Białystok | Lowlanders Białystok | 14                   |            |  |  |                     |                     |                     |  |
|  |           |                 |                  |                  |                      |                      |                      |            |  |  |                     |                     |                     |  |
|  |           |                 | Panthers Wrocław | Panthers Wrocław | 28                   |                      |                      |            |  |  |                     |                     |                     |  |
|  |           |                 |                  | Panthers Wrocław | 28                   |                      |                      |            |  |  |                     |                     |                     |  |
|  |           |                 |                  |                  |                      |                      |                      |            |  |  |                     |                     |                     |  |
|  |           |                 |                  |                  |                      |                      |                      |            |  |  |                     |                     |                     |  |
|  |           | 1S              | Panthers Wrocław | 52               |                      |                      |                      |            |  |  |                     |                     |                     |  |
|  |           |                 |                  | 52               |                      |                      |                      |            |  |  |                     |                     |                     |  |
|  |           |                 |                  | Seahawks Gdynia  | 6                    |                      |                      |            |  |  |                     |                     |                     |  |
|  | 2N        | Seahawks Gdynia | 53               | Seahawks Gdynia  | 6                    |                      |                      |            |  |  |                     |                     |                     |  |
|  | 2N        | Seahawks Gdynia | 53               |                  |                      |                      |                      |            |  |  |                     |                     |                     |  |
|  | 3S        | Towers Opole    | 0                |                  |                      |                      |                      |            |  |  |                     |                     |                     |  |

### Wild Card
| Sopot 8 giugno 2019, ore 17:00 | Seahawks Gdynia | 53 – 0 (21-0 12-0 14-0 6-0) referto | Towers Opole | Stadion im. Edwarda Hodury |

| Ruda Śląska 9 giugno 2019, ore 16:00 | Tychy Falcons | 34 – 27 referto | Warsaw Mets | Burloch Arena |

### Semifinali
| Białystok 15 giugno 2019, ore 12:00 | Lowlanders Białystok | 49 – 19 (7-0 20-13 9-6 13-0) referto | Tychy Falcons | Stadion Miejski |

| Breslavia 16 giugno 2019, ore 13:30 | Panthers Wrocław | 52 – 6 referto | Seahawks Gdynia | Stadion Olimpijski |

### XIV LFA Polish Bowl
| Breslavia 29 giugno 2019 | Lowlanders Białystok | 14 – 28 (7-0 0-7 7-7 0-14) referto | Panthers Wrocław | Stadion Olimpijski\| Arbitro: \| Rączkowski \| |
| Arbitro:                 | Rączkowski           |                                    |                  |                                                |

## XIV LFA Polish Bowl
Il XIV LFA Polish Bowl è stato disputato il 29 giugno 2019 allo Stadion Olimpijski di Breslavia. L'incontro è stato vinto dai Panthers Wrocław sui Lowlanders Białystok con il risultato di 28 a 14.

## Verdetti
- Panthers Wrocław Campioni della LFA1 2019